# Theodor Nag
Theodor Nag, norveški veslač, * 1. oktober 1890, † 2. september 1959.
Nag je za Norveško nastopil v osmercu na Poletnih olimpijskih igrah 1920 v Antwerpnu in s tem čolnom osvojil bronasto medaljo.